# Cernookovo, Șumen
Cernookovo (în bulgară Чернооково) este un sat în comuna Vărbița, regiunea Șumen,  Bulgaria. 

## Demografie
Componența etnică a satului Cernookovo
     Turci (94,62%)
     Nicio identificare (4,67%)
     Altele (0,69%)
La recensământul din 2011, populația satului Cernookovo era de 577 locuitori. Din punct de vedere etnic, majoritatea locuitorilor (94,62%) erau turci. Pentru 4,67% din locuitori nu este cunoscută apartenența etnică.